# Place Marie-Claude-Vaillant-Couturier-et-Pierre-Villon
La place Marie-Claude-Vaillant-Couturier-et-Pierre-Villon est une voie située dans le quartier Saint-Gervais du 4e arrondissement de Paris.

## Situation et accès
La place Marie-Claude-Vaillant-Couturier-et-Pierre-Villon est desservie à proximité par la ligne 7 à la station Pont Marie.

## Origine du nom
Cette place porte le nom de la résistante et femme politique communiste Marie-Claude Vaillant-Couturier (1912-1996). 
En 2019, le nom de son époux, le résistant et homme politique communiste Pierre Villon (1901-1980) est ajouté à la dénomination.

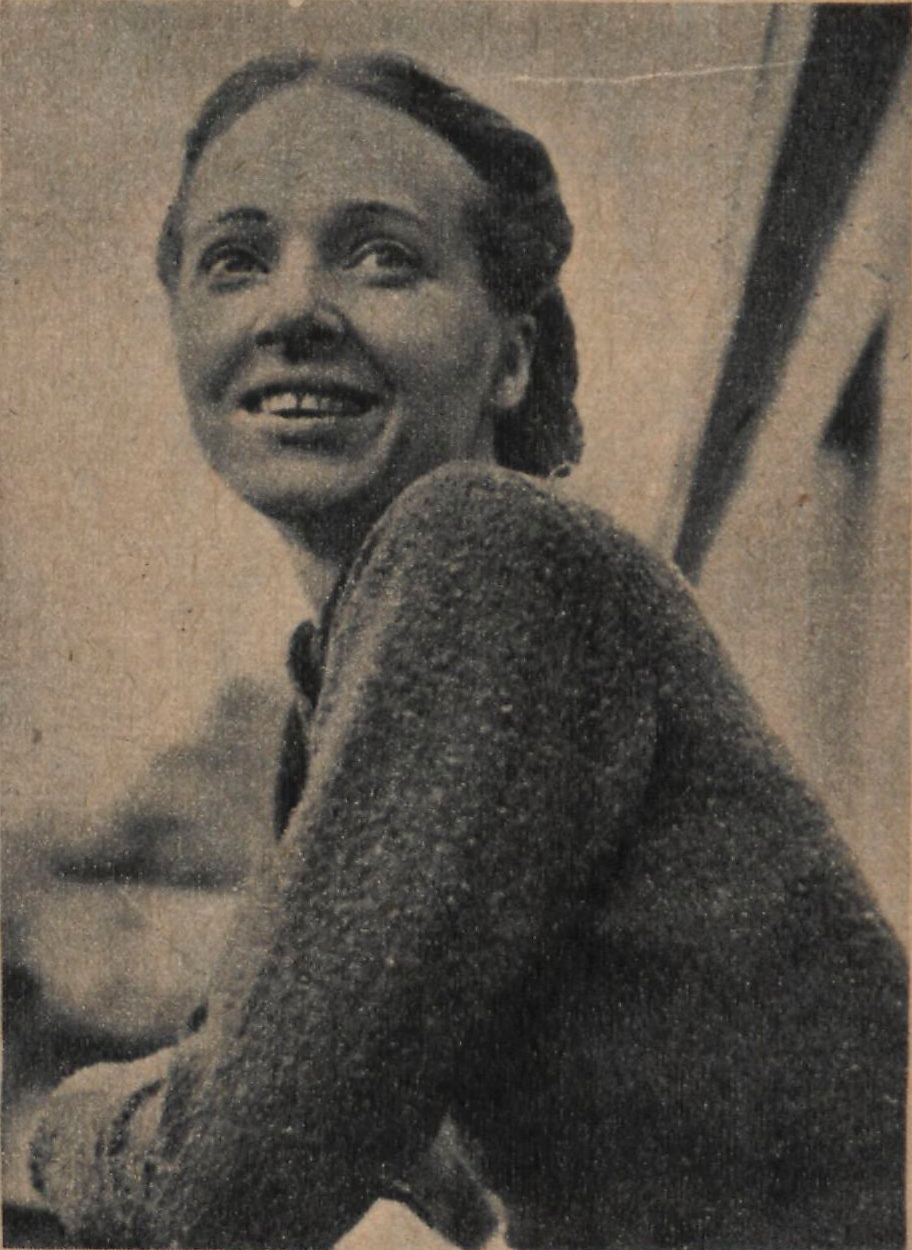
Marie-Claude Vaillant-Couturier.

## Historique
La place est créée en 2009 sur l'emprise des voies qui la bordent (quai de l'Hôtel-de-Ville, rue de l'Hôtel-de-Ville, rue du Pont-Louis-Philippe) sous le nom de « place Marie-Claude-Vaillant-Couturier » et est officiellement inaugurée le 14 mai 2009.
Par délibération du Conseil de Paris en date des 8, 9, 10 et 11 juillet 2019 elle prend le nom de « place Marie-Claude-Vaillant-Couturier-et-Pierre-Villon »

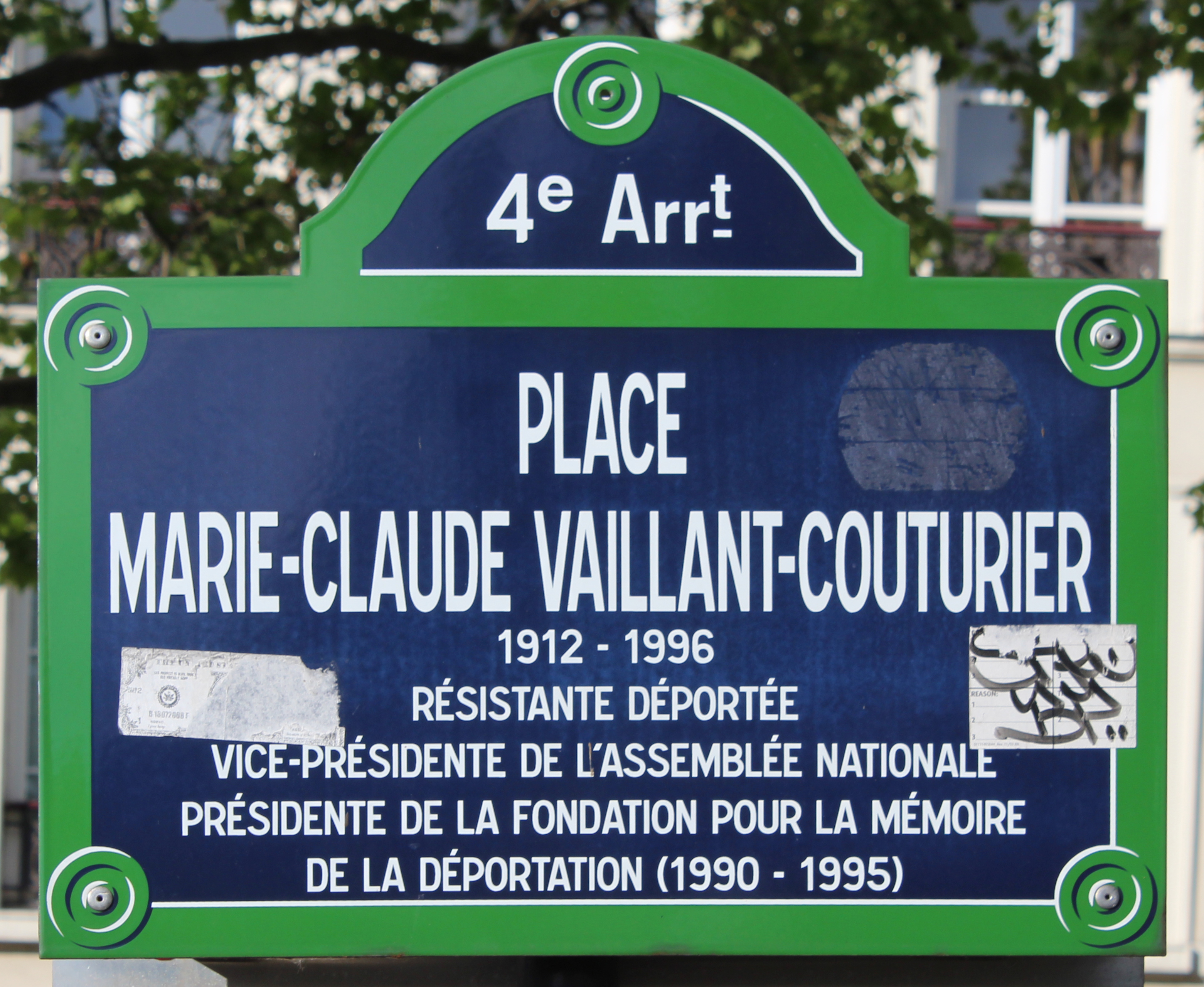
Ancienne plaque de rue de la place.
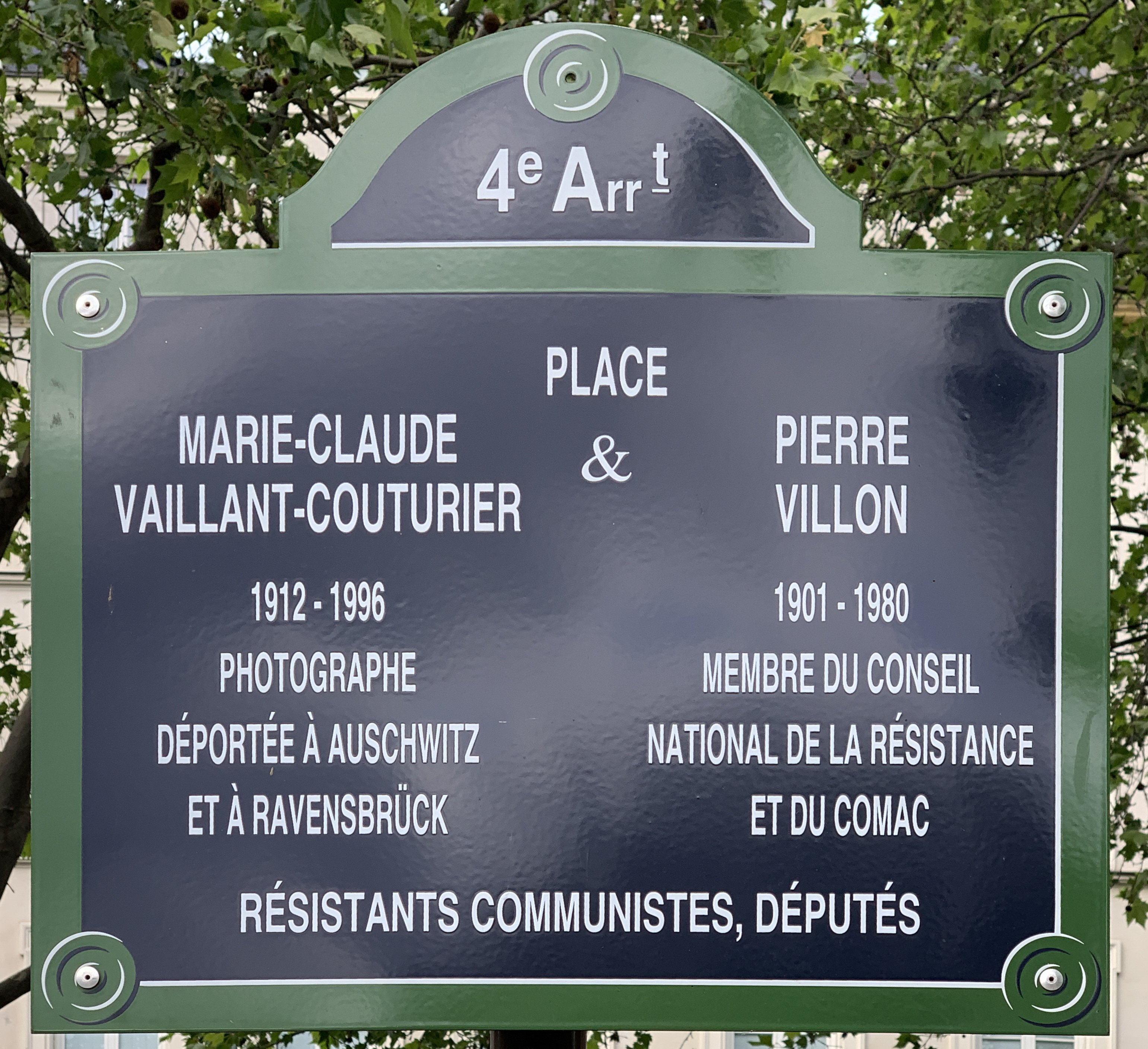
Plaque de la place avec les deux noms.

## Bâtiments remarquables et lieux de mémoire
- Le Mémorial de la Shoah
- La Cité Internationale des Arts